# Stephan Ley
Stephan Ley (* 29. November 1867 in Bonn; † 30. Mai 1964 in Bonn) war ein deutscher Pädagoge, Beethoven-Forscher und Musikschriftsteller.

## Leben
Ley besuchte in Bonn das Königliche Gymnasium (heute Beethoven-Gymnasium) und studierte an der dortigen Universität Klassische Philologie, Germanistik und Geschichte. Anschließend wirkte er als Gymnasiallehrer in Emmerich und Essen und wurde schließlich Direktor des Städtischen Gymnasiums in Boppard (heute Kant-Gymnasium). Hier erregte er das Missfallen der französischen Besatzungstruppen und wurde ausgewiesen. Danach kehrte er in den Schuldienst zurück und lehrte an Gymnasien in Wipperfürth (Oberbergischer Kreis) und Linz am Rhein. Nach seiner Pensionierung im Jahre 1932 kehrte er in seine Heimatstadt zurück.
Ley veröffentlichte sechs viel beachtete Bücher und insgesamt 85 Aufsätze über Ludwig van Beethoven. Für seine großen Verdienste um die Beethoven-Forschung wurde er 1958 von dem damaligen Bundespräsidenten Theodor Heuss mit dem Bundesverdienstkreuz Erster Klasse ausgezeichnet. Leys bedeutendste Hinterlassenschaft ist eine umfangreiche Sammlung der überlieferten Bildzeugnisse. Sie befindet sich heute im Bonner Beethoven-Haus.
Der Wissenschaftler wohnte zuletzt in der Meckenheimer Chaussee 153. Seine letzte Ruhestätte fand er auf dem Alten Friedhof in Bonn.

## Bücher
- Beethovens Leben in authentischen Bildern und Texten, Berlin, Verlegt bei Bruno Cassirer 1925
- Beethoven als Freund der Familie Wegeler -v. Breuning, Bonn 1927
- Beethoven. Sein Leben in Selbstzeugnissen, Briefen und Berichten, Berlin, Propyläen-Verlag, 1939; Rastatt, Pabel-Moewig, 1979, ISBN 3-8118-5039-3
- Aus Beethovens Erdentagen, Bonn, Karl Glöckner, 1948; Siegburg 1957
- Goethe und Friederike. Versuch einer kritischen Schlußbetrachtung, Bonn, Röhrscheid, 1947
- Beethovens Charakter, Bonn, Röhrscheid, 1948
- Anton Schindler, Biographie von Ludwig van Beethoven, in verkürzter Form mit berichtigenden Anmerkungen neu hrsg. von Stephan Ley, Bonn 1949
- Wahrheit, Zweifel und Irrtum in der Kunde von Beethovens Leben, Wiesbaden, Breitkopf & Härtel, 1955

## Aufsätze
- Beethovens spätere Beziehungen zu seiner rheinischen Heimat, in: Der Türmer, Jg. 23 (1920/21), Heft 11, S. 338–341
- Unveröffentlichte Bildnisse aus Beethovens Freundeskreis, in: Westermanns Monatshefte, Jg. 150=75 (1931), S. 511 f. (Bildnisse der Familie von Johann Baptist von Puthon, von Franz von Oppersdorff und Vinzenz Hauschka)
- Ein Bild von Beethovens Unsterblicher Geliebten?, in: Atlantis, Jg. 5 (1933), Heft 12, S. 766 f. (über eine Porträt-Miniatur aus Beethovens Nachlass)
- Von Beethovens Ärzten, in: Die medizinische Welt, 1934, Nr. 21, S. 747–752
- Ein Beethovenflügel, in: Atlantis, Jg. 7 (1935), S. 703 (Hammerflügel aus dem Besitz von Beethovens Anwalt Johann Kanka)
- Beethovens Duzfreunde, in: Der Türmer, Jg. 38 (1934/35), S. 371 f.
- Kleine Beethoveniana, in: Neues Beethoven-Jahrbuch, Jg. 6 (1935/36), S. 26–35
- An Beethovens letztem Krankenlager, in: Die medizinische Welt, Jg. 1936, Nr. 29/30, S. 1–14
- Beethovens spätere Beziehungen zu seiner Vaterstadt, in: Bonner Geschichtsblätter, Jg. 1 (1937), S. 97–113
- Zu Beethovens Geburtstag, in: Neues Beethoven-Jahrbuch, Jg. 7 (1937), S. 29–31
- Schloß Grätz bei Troppau. Beethoven und die fürstliche Familie Lichnowsky, in: Atlantis, Jg. 9 (1937), Heft 1, S. 59–64
- Beethoven und Fürst Lobkowitz, in: Atlantis, Jg. 9 (1937), Heft 12, S. 748–752
- Grundsätzliches zur Beethoven-Ikonographie, in: Neues Beethoven-Jahrbuch, Jg. 8 (1938), S. 84–103
- Ein unbekanntes Beethovenbild, in: Die neue Saat, Jg. 1 (1938), Heft 10, S. 314 (Beethoven-Bildnis einer unbekannten Wiener Malerin von 1820 im Vergleich mit dem Bildnis von Carl Jäger von 1870)
- Beethoven als Hausfreund in einer Wiener Familie, in: Velhagen & Klasings Monatshefte, Jg. 54 (1939/40), S. 319 f.
- Beethoven und die gräfliche Familie Brunsvik, in: Atlantis, Jg. 12 (1940), Heft 3, S. 101–104
- Urkundliches über Beethovens Beerdigung und erste Grabstätte, in: Neues Beethoven-Jahrbuch, Jg. 10 (1942), S. 25–35
- Anna Catharina Bethoffen, in: Zeitschrift für Musik, Jg. 112 (1951), S. 304 f.
- Beethovens Widmungen, in: Zeitschrift für Musik, Jg. 113 (1952), S. 135–138
- Zur Beethovenschen Familiengeschichte, in: Zeitschrift für Musik, Jg.  113 (1952), S. 691–693 (kritische Betrachtung einiger Anekdoten)
- Karl Holz, in: Musica, Jg. 7 (1953), S. 222 und 224
- Beethovens Begegnung mit Goethe, in: Neff-Almanach, Wien 1954, S. 101–108
- An Beethovens Sterbebett, in: Musica, Jg. 9 (1955), S. 235–236 (Schilderung von Beethovens Tod durch seinen Bruder Johann im Vergleich mit der von Anselm Hüttenbrenner)
- Die Beethoven-Silhouette. Über die Diskussion zur Datierung des Beethoven-Bildes von Neesen, in: Musica, Jg. 9 (1956), S. 363
- Historische Streiflichter. Philipp Hauschka, in: Musica, Jg. 12 (1958), S. 567
- Marie Bigot, in: Neue Zeitschrift für Musik, Jg. 119 (1958), S. 510 f.
- Eine Freundin Beethovens, in: Neue Zeitschrift für Musik, Jg. 119 (1958), S. 21 (über Elisabeth von Kissow, spätere Bernhard, mit Porträt)
- Aus Beethovens Notizkalender, in: Neue Zeitschrift für Musik, Jg. 120 (1959), S. 504–506
- Anna Bahr-Mildenburg über „Fidelio“, in: Neue Zeitschrift für Musik, Jg. 120 (1959), S. 512–514
- Beethovens „Brieftaube“, in: Musica, Jg. 13 (1959), S. 733–734 (über Nannette Streicher, die Beethoven als junges Mädchen einmal "kleine Brieftaube" nannte)
- Die Ikonographie in der Beethovenforschung, in: Neue Zeitschrift für Musik, Jg. 121 (1960), S. 413–415
- Joseph Lux. Aus Beethovens Bonner Zeit, in: Neue Zeitschrift für Musik, Jg. 121 (1960), S. 415
- Beethoven in Ungarn, in: Neue Zeitschrift für Musik, Jg. 126 (1965), S. 108
- Empfänger(innen) der Widmungen in alphabetischer Reihenfolge, in: Neue Zeitschrift für Musik, Jg. 126 (1965), S. 109–111